# فیلم‌شناسی تام هالند

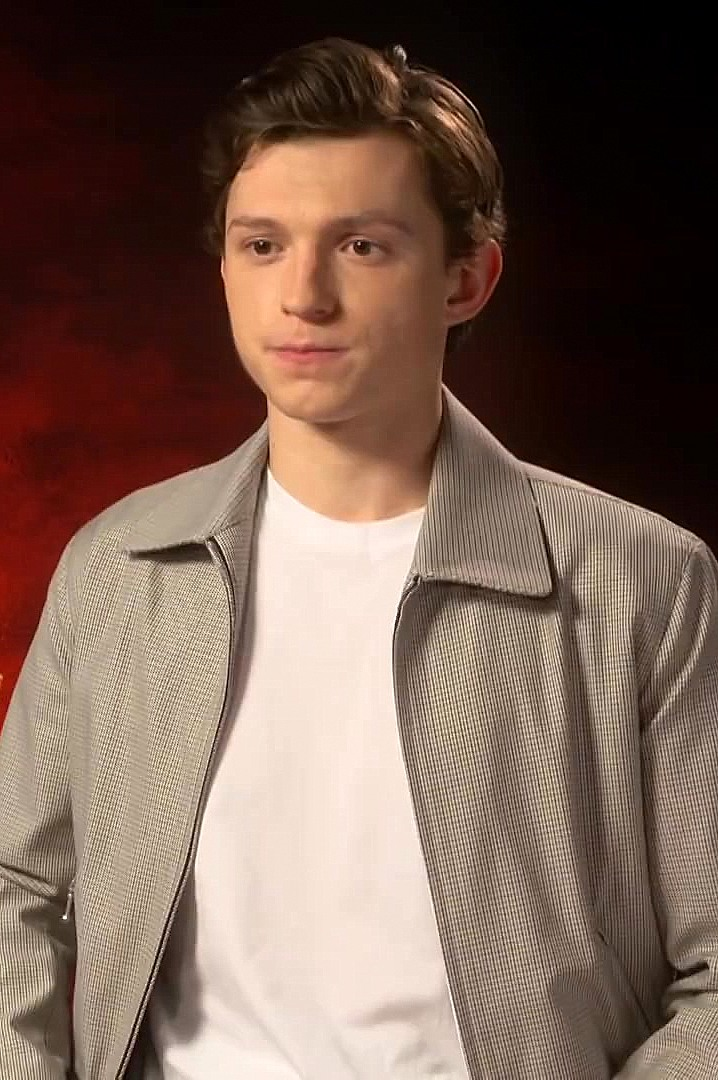
هالند در ۲۰۱۸

تام هالند یک بازیگر انگلستانی است. او حرفهٔ خود را با ایفای نقش در تئاتر وست اند از سال ۲۰۰۸ تا ۲۰۱۰ آغاز کرد. او با بازی در نقش اصلی در فیلم غیرممکن (۲۰۱۲) به شناخت بیشتری دست یافت. هالند همراه با کریس همسورث در فیلم در دل دریا (۲۰۱۵) به کارگردانی ران هاوارد بازی کرد.
نقش برجسته تام هالند به تصویر کشیدن پیتر پارکر/مرد عنکبوتی از زمین ۱۹۹۹۹۹ در فیلم کاپیتان آمریکا: جنگ داخلی (۲۰۱۶) به کارگردانی برادران روسو بود. او در سال‌های بعد نپارکر زمین ۱۹۹۹۹۹تر پارکر را در دنیای سینمایی مارول در فیلم‌های مرد عنکبوتی: بازگشت به خانه (۲۰۱۷)، انتقام‌جویان: جنگ ابدیت (۲۰۱۸)، انتقام‌جویان: پایان بازی (۲۰۱۹) و مرد عنکبوتی: دور از خانه (۲۰۱۹) تکرار کرد.
هالند همچنین به عنوان صداپیشه در فیلم‌های آریتی (۲۰۱۱)، لاک (۲۰۱۳)، جاسوسان نامحسوس (۲۰۱۹)، دولیتل (۲۰۲۰) و به پیش (۲۰۲۰) حضور داشته‌است.

## فیلم
| سال  | عنوان                          | نقش                      | یادداشت              | منا.          |
| ---- | ------------------------------ | ------------------------ | -------------------- | ------------- |
| ۲۰۱۰ | دنیای مخفی آریتی               | شو (صداپیشه)             | نسخه انگلیسی         |               |
| ۲۰۱۲ | غیرممکن                        | لوکاس بنت                |                      | [ ۱ ]         |
| ۲۰۱۳ | حالا چه‌طور زندگی می‌کنم         | آیزاک                    |                      | [ ۲ ]         |
| ۲۰۱۳ | لاک                            | ادی (صداپیشه)            |                      | [ ۳ ]         |
| ۲۰۱۵ | در دل دریا                     | توماس نیکرسون            |                      | [ ۴ ]         |
| ۲۰۱۶ | کاپیتان آمریکا: جنگ داخلی      | پیتر پارکر/مرد عنکبوتی   |                      | [ ۵ ]         |
| ۲۰۱۶ | هیولایی فرا می‌خواند            | هیولا                    |                      | [ ۶ ]         |
| ۲۰۱۶ | شهر گمشده زد                   | جک فاست                  |                      | [ ۷ ]         |
| ۲۰۱۶ | لبه زمستان                     | برادلی بیکر              |                      |               |
| ۲۰۱۷ | زیارت                          | راهبه نوآموز             |                      | [ ۸ ]         |
| ۲۰۱۷ | مرد عنکبوتی: بازگشت به خانه    | پیتر پارکر/مرد عنکبوتی   |                      | [ ۹ ]         |
| ۲۰۱۷ | جنگ جریان                      | ساموئل اینسال            |                      | [ ۱۰ ]        |
| ۲۰۱۸ | انتقام‌جویان: جنگ ابدیت         | پیتر پارکر/مرد عنکبوتی   |                      | [ ۱۱ ]        |
| ۲۰۱۹ | انتقام‌جویان: پایان بازی        | پیتر پارکر/مرد عنکبوتی   |                      | [ ۱۲ ]        |
| ۲۰۱۹ | مرد عنکبوتی: دور از خانه       | پیتر پارکر/مرد عنکبوتی   |                      | [ ۱۳ ]        |
| ۲۰۱۹ | جاسوسان نامحسوس                | والتر بکت (صداپیشه)      |                      | [ ۱۴ ]        |
| ۲۰۲۰ | دولیتل                         | جیپ                      | صداپیشه              | [ ۱۵ ]        |
| ۲۰۲۰ | به پیش                         | ایان لایتفوت             | صداپیشه              | [ ۱۶ ]        |
| ۲۰۲۰ | شیطان تمام‌وقت                  | آروین راسل               |                      | [ ۱۷ ]        |
| ۲۰۲۱ | چری                            | چری                      |                      | [ ۱۸ ]        |
| ۲۰۲۱ | آشوب مدام                      | تاد هیوت                 |                      | [ ۱۹ ]        |
| ۲۰۲۱ | ونوم: بگذارید کارنیج بیاید     | پیتر پارکر / مرد عنکبوتی | صحنه میان عوامل فیلم | [ ۲۰ ]        |
| ۲۰۲۱ | مرد عنکبوتی: راهی به خانه نیست | پیتر پارکر / مرد عنکبوتی |                      | [ ۲۱ ]        |
| ۲۰۲۲ | آنچارتد                        | نیتن دریک                |                      | [ ۲۲ ]        |
| ۲۰۲۶ | ادیسه                          | تلماخوس                  |                      | [ ۲۳ ] [ ۲۴ ] |
| ۲۰۲۶ | مرد عنکبوتی: روز کاملاً جدید    | پیتر پارکر / مرد عنکبوتی |                      | [ ۲۵ ]        |

## تلویزیون
| سال       | عنوان                | نقش           | یادداشت                          | منا.   |
| --------- | -------------------- | ------------- | -------------------------------- | ------ |
| ۲۰۱۵      | تالار گرگ            | گرگوری کرومول | ۶ قسمت                           | [ ۲۶ ] |
| ۲۰۱۷      | مسابقه لب‌خوانی       | خودش          | قسمت: «زندیا در مقابل تام هالند» | [ ۲۷ ] |
| ۲۰۱۷–۲۰۲۱ | برنامه گراهام نورتون | خودش          | ۴ قسمت                           | [ ۲۸ ] |
| ۲۰۲۳      | اتاق شلوغ            | دنی سالیوان   | همچنین تهیه‌کنندهٔ اجرایی          | [ ۲۹ ] |

## استیج
| سال       | عنوان                    | نقش                    | محل                  | منا. |
| --------- | ------------------------ | ---------------------- | -------------------- | ---- |
| ۲۰۰۸–۲۰۱۰ | نمایش موزیکال بیلی الیوت | بیلی الیوت/مایکل گافری | تئاتر ویکتوریا پالاس |      |

## جاذبه‌های تم پارک
| سال  | عنوان                              | نقش        | تم پارک                                               | منا. |
| ---- | ---------------------------------- | ---------- | ----------------------------------------------------- | ---- |
| ۲۰۲۱ | پردیس انتقام‌جویان                  | پیتر پارکر | پارک دیزنی کالیفرنیا، پارک استودیو سینمایی والت دیزنی |      |
| ۲۰۲۱ | وب اسلینگرز: ماجراجویی مرد عنکبوتی | پیتر پارکر | پارک دیزنی کالیفرنیا، پارک استودیو سینمایی والت دیزنی |      |